# Erik Jaka
Erik Jaka Soroa (Lizarza, Guipúzcoa, 13 de marzo de 1994), llamado Jaka, es un pelotari español de pelota vasca en la modalidad de mano, que juega en la posición de delantero.

## Palmarés
- Campeón del Cuatro y Medio de promoción, 2016
- Campeón del Campeonato de Parejas de promoción, 2014 y 2015
- Campeón del Campeonato Manomamista 2020

## Final del Campeonato Manomamista
| Año  | Campeón | Subcampeón | Tanteo | Frontón |
| ---- | ------- | ---------- | ------ | ------- |
| 2020 | Jaka    | Altuna III | 22-20  | Bizkaia |

## Final del Cuatro y Medio
| Año  | Campeón    | Subcampeón | Tanteo | Frontón |
| ---- | ---------- | ---------- | ------ | ------- |
| 2020 | Altuna III | Jaka       | 22-9   | Bizkaia |

## Finales del Cuatro y Medio de 2.ª categoría
| Año  | Campeón | Subcampeón | Tanteo | Frontón  |
| ---- | ------- | ---------- | ------ | -------- |
| 2015 | Gorka   | Jaka       | 22-18  | Adarraga |
| 2016 | Jaka    | Darío      | 22-10  | Adarraga |

## Finales del Campeonato de Parejas de 2.ª categoría
| Año  | Campeones      | Subcampeones      | Tanteo | Frontón |
| ---- | -------------- | ----------------- | ------ | ------- |
| 2014 | Jaka - Rezusta | Gorka - Merino I  | 22-4   | Labrit  |
| 2015 | Jaka - Tolosa  | Rico IV - Larunbe | 22-17  | Labrit  |